# Win, Lose or Draw (2014)
Win, Lose or Draw es un programa de juegos que se estrenó en Disney Channel el 17 de enero de 2014. En abril de 2013, Disney Channel había anunciado una nueva versión de Win, Lose or Draw, que sería conducida por Justin Willman. Al igual que Teen Win, Lose or Draw, los dos equipos de cada programa se componen de dos jóvenes competidores otra celebridad adolescente (esta vez, de Disney Channel y Disney XD).

## Retos
La versión de 2014 contó con las siguientes rondas (los 90 segundos):
- Get a Clue - Para cada palabra, Willman anuncia una pista, lo que lleva a la respuesta, con pistas adicionales proporcionados cada 10 segundos. Cada respuesta correcta vale 10 puntos, con los miembros del equipo alternando después de cada palabra está bien adivinó o pasado.
- Draw-obstacle Course - Los dadores clue soportó una variedad de desafíos mientras dibujo, como el uso de un stylus tamaño over-, sobre la base de un tablero con pantalla táctil de hilado, el dibujo actual de desaparecer si el dador pista levanta su / su dedo, o dibujar mientras está de pie en un taburete que vibra. Los desafíos que giran de episodio en episodio, y tres fueron presentados por ronda. Al igual que antes, las respuestas correctas eran un valor de 10 puntos.
- Fill in the Blank - Adaptado de la ronda final original, Willman leer una pista pun-estilo con un espacio en blanco, con el dibujo de la palabra que llena el espacio en blanco ni idea-dador. Al igual que en todas las versiones anteriores, el equipo que se arrastraba fue primero (o el equipo que terminó primero en la primera ronda de ir primero si el partido estaba empatado), y las pistas eran un valor de 20 puntos, con mayor número de pistas tocadas como sea posible dentro de los plazos .

## Episodios
| Temporada | Temporada | Episodios | Estados Unidos                                                | Estados Unidos     | Latinoamérica        | Latinoamérica                             |
| Temporada | Temporada | Episodios | Estreno                                                       | Final              | Estreno              | Final                                     |
| --------- | --------- | --------- | ------------------------------------------------------------- | ------------------ | -------------------- | ----------------------------------------- |
|           | 1         | 40        | 17 de enero de 2014 (preestreno) 3 de marzo de 2014 (estreno) | 21 de mayo de 2014 | 31 de agosto de 2014 | Cancelado de disney Channel Latinoamérica |

## Emisión
| País                                          | Canal                                | Estreno              | Título                    |
| --------------------------------------------- | ------------------------------------ | -------------------- | ------------------------- |
| Estados Unidos                                | Disney Channel                       | 17 de enero de 2014  | Win, Lose or Draw         |
| Canadá                                        | Family Channel                       | 7 de abril de 2014   | Win, Lose or Draw         |
| Reino Unido Irlanda                           | Disney Channel Reino Unido e Irlanda | 5 de mayo de 2014    | Win, Lose or Draw         |
| Malasia Filipinas Indonesia Tailandia Vietnam | Disney Channel Asia                  | 30 de mayo de 2014   | Win, Lose or Draw         |
| Australia Nueva Zelanda                       | Disney Channel Australia             | 2 de junio de 2014   | Win, Lose or Draw         |
| Brasil                                        | Disney Channel Brasil                | 31 de agosto de 2014 | Vença, Perca ou Desenhe   |
| Argentina                                     | Disney Channel (Latinoamérica)       | 31 de agosto de 2014 | Ganes o pierdas, ¡dibuja! |
| Bolivia                                       | Disney Channel (Latinoamérica)       | 31 de agosto de 2014 | Ganes o pierdas, ¡dibuja! |
| Chile                                         | Disney Channel (Latinoamérica)       | 31 de agosto de 2014 | Ganes o pierdas, ¡dibuja! |
| Colombia                                      | Disney Channel (Latinoamérica)       | 31 de agosto de 2014 | Ganes o pierdas, ¡dibuja! |
| Costa Rica                                    | Disney Channel (Latinoamérica)       | 31 de agosto de 2014 | Ganes o pierdas, ¡dibuja! |
| Ecuador                                       | Disney Channel (Latinoamérica)       | 31 de agosto de 2014 | Ganes o pierdas, ¡dibuja! |
| Guatemala                                     | Disney Channel (Latinoamérica)       | 31 de agosto de 2014 | Ganes o pierdas, ¡dibuja! |
| Honduras                                      | Disney Channel (Latinoamérica)       | 31 de agosto de 2014 | Ganes o pierdas, ¡dibuja! |
| México                                        | Disney Channel (Latinoamérica)       | 31 de agosto de 2014 | Ganes o pierdas, ¡dibuja! |
| Panamá                                        | Disney Channel (Latinoamérica)       | 31 de agosto de 2014 | Ganes o pierdas, ¡dibuja! |
| Paraguay                                      | Disney Channel (Latinoamérica)       | 31 de agosto de 2014 | Ganes o pierdas, ¡dibuja! |
| Perú                                          | Disney Channel (Latinoamérica)       | 31 de agosto de 2014 | Ganes o pierdas, ¡dibuja! |
| República Dominicana                          | Disney Channel (Latinoamérica)       | 31 de agosto de 2014 | Ganes o pierdas, ¡dibuja! |
| Uruguay                                       | Disney Channel (Latinoamérica)       | 31 de agosto de 2014 | Ganes o pierdas, ¡dibuja! |
| Venezuela                                     | Disney Channel (Latinoamérica)       | 31 de agosto de 2014 | Ganes o pierdas, ¡dibuja! |